# Aristarchos ze Samothráky
Aristarchos ze Samothráky (asi 220 př. n. l. – asi 143 př. n. l.) byl starořecký gramatik, filosof a učenec helénistické éry. Byl správcem a knihovníkem v Alexandrijské knihovně v letech 181-171 př. n. l. Vydal a komentoval Homérovo dílo. Byl žákem Aristofana Byzantského, později sám učil, jeho žáky byli například Apollodóros z Athén (tvůrce chronologie) či Dionýsios Thrax (autor mluvnice O umění gramatickém). Jeho škola působila nejen v Alexandrii, ale posléze se přesunula i do Říma. Psal jako jeden z prvních pojednání o jediném autorovi (monografie), např. o dějepisci Hérodotovi nebo o Thukýdidovi. Někdy je označován za zakladatele literární vědy nebo textové kritiky. Římané Cicero a Horatius ho považovali za největšího řeckého kritika. Faraon Ptolemaios IV. Filopatór svěřil Aristarchovi výchovu svého syna, budoucího faraona Ptolemaia V. Epifanése, a ten ho později jmenoval učitelem vlastního syna, budoucího faraona Ptolemaia VIII. Euergetése II. Na protest proti tomu, jak tento faraon zacházel s filozofy, Aristarchos odešel na Kypr, kde i zemřel.